# Walter Reichhold
Walter Reichhold (auch Walther Reichhold; * 27. März 1904 in Landau in der Pfalz; † 3. Oktober 2001 in Speyer) war ein deutscher Diplomat, der zwischen 1960 und 1963 Botschafter in Senegal war. Daneben war er zugleich von 1960 bis 1963 als Botschafter in Mauretanien. Anschließend war er zwischen 1963 und 1964 Botschafter in Ghana sowie von 1964 bis 1965 Botschafter in der Republik Kongo.

## Leben

### Studium und Konsul in Dakar
Reichhold, Sohn eines Rechtsanwalts, absolvierte nach dem Abitur an einem Humanistischen Gymnasium ein Studium der Rechtswissenschaften und Staatswissenschaften an der Ruprecht-Karls-Universität Heidelberg, Ludwig-Maximilians-Universität München, Universität Genf sowie der Julius-Maximilians-Universität Würzburg, das er 1927 mit dem Ersten Juristischen Staatsexamen abschloss. 1927 beendete er seine Promotion zum Dr. jur. an der Julius-Maximilians-Universität Würzburg mit der Dissertation Die Revision aus prozessualen Gründen in der Reichsstrafprozessordnung ab. Nach Ableistung des Rechtsreferendariats legte er 1930 sein Zweites Juristisches Staatsexamen ab. 1930 wurde er Referent im Internationalen Arbeitsamt in Genf und war dort bis 1939 tätig.
1939 wechselte Reichhold in das Auswärtige Amt und war Wissenschaftlicher Mitarbeiter der Personalabteilung sowie bis 1945 Stellvertretender Leiter des Sprachendienstes. Am 9. Januar 1940 beantragte er die Aufnahme in die NSDAP und wurde zum 1. April desselben Jahres aufgenommen (Mitgliedsnummer 8.917.937). Er befasste sich ferner 1943 mit Spionageangelegenheiten und wurde 1944 beauftragt an der Botschaft in Spanien, eine Nebenstelle des Sprachendienstes einzurichten.
Nach Ende des Zweiten Weltkriegs arbeitete Reichhold als Übersetzer und Dolmetscher, ehe er nach der Gründung der Bundesrepublik Deutschland und der Neugründung des Auswärtigen Amtes 1950 Leiter des Sprachdienstes des Bundesaußenministeriums wurde und diese Funktion bis 1955 ausübte. 1953 erfolgte seine Beförderung zum Legationsrat Erster Klasse.
Am 15. Dezember 1955 wurde Reichhold als Konsul sowie zuletzt als Konsul Erster Klasse Leiter des Konsulats in Dakar in Französisch-Westafrika. Er war damit zuständig für Togo, Gambia und Guinea-Bissau. Am 20. Oktober 1958 fuhr er zum Präsidenten von Guinea, Ahmed Sékou Touré, um ihm offiziell mitzuteilen, wie glücklich sich das deutsche Volk schätzen würde, wenn es an der Entwicklung Guineas teilnehmen könnte. Am 31. Oktober 1958 schickte Konrad Adenauer ein Telegramm nach Conakry, in dem die Republik Guinea anerkannt und die Aufnahme diplomatischer Beziehungen angekündigt wurde. In dieser Funktion behauptete Reichhold aber auch auf einer Konferenz der Botschafter der Bundesrepublik Deutschland in Afrika völlig unwidersprochen, dass „der Negro-Afrikaner dem Gedanken der individuellen Freiheit völlig indifferent gegenüber steht“. Auf dieser Konferenz erklärte er weiter, dass es durchaus eine „negro-afrikanische Kultur“ gäbe, die von den „jungen Intellektuellen“ Afrikas vertreten würde. Es wäre „außerordentlich gefährlich“, sich nochmals an einer paternalistischen Politik zu versuchen. „Und andererseits wissen diese Leute, dass wir oder unsere Vorfahren nicht hierher gekommen sind, um hier Kultur zu säen und das Christentum zu verbreiten, sondern um Silber und Gold und andere Dinge zu suchen“.

### Botschafter der Bundesrepublik Deutschland
Nach der Unabhängigkeit im Juni 1960 wurde er erster Botschafter der Bundesrepublik Deutschland in der Mali-Föderation beziehungsweise nach der Zerfall im August 1960 in Senegal wurde und auf diesem Posten bis zu seiner Ablösung durch York Alexander von Wendland 1963 verblieb. Zugleich war er als solcher zwischen November 1960 und seiner Ablösung durch Walter Schmid im Mai 1963 als Botschafter in Mauretanien akkreditiert.
Anschließend wurde er im Range eines Legationsrates Erster Klasse am 25. April 1963 Nachfolger von Carl-Heinz Lüders Botschafter in Ghana, wurde aber bereits 1964 durch Hans-Georg Steltzer abgelöst.
Er selbst wurde daraufhin am 14. Mai 1964 zum Botschafter in der Republik Kongo ernannt und verblieb auf diesem Posten bis zu seiner Ablösung durch Burkard Freiherr von Müllenheim-Rechberg 1965. Danach fungierte er zwischen 1965 und 1967 als Ständiger Vertreter des Botschafters in Kanada und trat im Anschluss in den Ruhestand.
Im Anschluss befasste sich Reichhold mit Feldstudien in Senegal und Mauretanien und wurde 1993 Ehrenmitglied der Vereinigung für Afrikawissenschaften in Deutschland (VAD).

## Veröffentlichungen
- Die Revision aus prozessualen Gründen in der Reichsstrafprozessordnung, Landau in der Pfalz 1927
- Die einzige Partei als politische Institution der neuen Regime, Übersetzung von Mihail Manoilescu, Berlin 1941
- Französisch-Westafrika, Bonn 1958
- Islamische Republik Mauretanien, Bonn 1964
- Der Senegalstrom, Lebensader dreier Nationen. Eine wirtschaftsgeografische Studie über die Nutzbarmachung des Senegalflusses und seiner Umwelt, München 1978, ISBN 3-8039-0163-4